# Vezzola (Zignago)
Vezzola è una frazione di 51 abitanti nel comune di Zignago, nell'alta Val di Vara, in provincia della Spezia.

## Geografia fisica
Il paese sorge poco lontano da Pieve di Zignago, posto su una collina sotto il Monte Dragnone. Dista dal capoluogo comunale circa 0,84 km.

## Storia
Vezzola ha origini antiche: in località Poggio Castellaro, a circa 512 s.l.m, si trova il castellaro di Vezzola, a sud-est dell’odierno abitato. Il sito, oggetto di indagini archeologiche all'inizio degli anni '80, ha restituito una sequenza stratigrafica in cui si distinguono quattro fasi di occupazione, due risalenti all'Età del Bronzo Finale e due alla seconda Età del Ferro, separate da un periodo di abbandono quasi completo. All'insediamento dell’Età del Bronzo è riferibile la presenza di edifici in materiale deperibile a pianta ovale o circolare, con focolare ubicato all'esterno e delimitato da uno zoccolo di argilla. Lo scavo ha restituito anche macinelli e fusaiole oltre a manufatti ceramici che richiamano confronti con elementi protogolasecchiani e con la cultura di Canegrate. La presenza di manufatti connessi alla lavorazione della lana, come le fusaiole, evidenzia un’economia basata, almeno in parte, sulla pastorizia. La fase di frequentazione della seconda Età del Ferro, collocabile nella prima metà del II secolo a.C., è documentata da una capanna. Fra i materiali ceramici relativi a questa fase prevale il vasellame in impasto con olle e ollette ovoidi, ciotole con vasca troncoconica e orlo decorato a tacche; il vasellame fine da mensa è rappresentato da pochi frammenti a vernice nera, mentre l’attestazione di anfore greco-italiche è indicativa dei contatti commerciali che coinvolgono con sempre maggiore intensità il portus Lunae, fra III e II secolo a.C. In occasione delle stesse indagini sono stati condotti anche scavi stratigrafici in corrispondenza dei resti di strutture murarie a secco, disposte secondo una configurazione che richiama una funzione difensiva. Gli esiti delle attività di scavo, che hanno interessato le fosse di fondazione delle murature, hanno permesso di riconoscere nell'impianto un complesso militare di epoca bizantina, posto sulla strada altomedievale Brugnato-Borgotaro.
L'abitato attuale sorse successivamente più a valle del precedente castellaro, probabilmente durante il Medioevo.

## Monumenti e luoghi d'interesse

### Architetture religiose
- Cappella dell'Immacolata Concezione, dipendente dalla parrocchia di San Pietro a Pieve di Zignago, presenta la facciata intonacata di rosa con la statua della Madonna posta in una nicchia ovale.[2][4]

### Architetture militari
- Castellaro di Vezzola.